# Station Turek Aleja 3 Maja
Station Turek Aleja 3 Maja is een spoorwegstation in de Poolse plaats Turek.